# Amida degli Armeni
Amida degli Armeni est le nom d'un diocèse de l'église primitive aujourd'hui désaffecté.
Son nom est utilisé comme siège titulaire pour un évêque chargé d'une autre mission que la conduite d'un diocèse contemporain.

## Situation géographique
Cet évêché est aujourd'hui la ville de Dyarbekir en Turquie.

## Liste des évêques catholiques titulaires de ce diocèse
| Début      | Fin        | Nat.    | Nom                      | Fonction exercée                                    |
| ---------- | ---------- | ------- | ------------------------ | --------------------------------------------------- |
| 03/01/1977 | 30/06/1986 | Syrie   | Mgr Grégoire Ghabroyan   | Vicaire apostolique de rite arménien pour la France |
| 21/05/2014 | 21/03/2015 | Turquie | Mgr Lévon Boghos Zékiyan | Administrateur apostolique d'Istanbul des Arméniens |
| 05/09/2015 | -          | Syrie   | Mgr Georges Assadourian  | Évêque auxiliaire de Beyrouth des Arméniens         |

## Sources
- (en) Fiche sur le site catholic-hierarchy.org